# Magyar evezős egyesületek listája

## Egyesületek
| Egyesület                                                   | Település             |
| ----------------------------------------------------------- | --------------------- |
| "Tisza" Evezős Egylet                                       | Szolnok               |
| Acélöntő Sportkör                                           | Budapest              |
| Arrabona Evezős Klub                                        | Győr                  |
| Bajai Spartacus Sport Club                                  | Baja                  |
| Besenyszögi Sportegyesület                                  | Besenyszög            |
| Budapest Evezős Egyesület                                   | Budapest              |
| Csepel Evezős Klub Sportegyesület                           | Budapest              |
| Csongrádi Vízügyi Sportegyesület                            | Csongrád              |
| Diswake Sportegyesület                                      | Budapest              |
| Danubius Nemzeti Hajós Egylet                               | Budapest-Margitsziget |
| DNFP Szabadidős és Sport Egyesület                          | Máriakálnok           |
| DUNA Sportklub                                              | Budapest              |
| Esztergomi Evezősök Hajós Egylete                           | Esztergom             |
| Ferencvárosi Evezős Club                                    | Budapest              |
| Fővárosi Vízművek Sportkör                                  | Budapest              |
| Gyerekreáció Sport- és Közösségfejlesztő Egyesület          | Budapest              |
| Győri Atlétikai Club                                        | Győr                  |
| Hattyú Vízisport Egyesület                                  | Budapest              |
| Kalocsai Evezős és Vízisport Egyesület                      | Kalocsa               |
| Külker Evezős Klub Óbuda                                    | Budapest              |
| Magyar Testgyakorlók Köre Budapest                          | Budapest              |
| MEC-Vasas                                                   | Budapest              |
| Mohácsi Torna Egylet 1888                                   | Mohács                |
| Mosonmagyaróvári Vízisport Egyesület                        | Mosonmagyaróvár       |
| Műegyetemi Evezős Club - Vasas                              | Budapest              |
| Óbudai Ganz Vízisport Egyesület                             | Budapest              |
| Pénzügyőr Sportegyesület                                    | Budapest              |
| Pető Sport Egyesület                                        | Budapest              |
| Regatta Club - Soroksár                                     | Budapest              |
| Reith Evezős Akadémia Sportalapítvány                       | Budapest              |
| Soroksári Evezős Klub                                       | Budapest              |
| Szegedi Vízisport Egyesület                                 | Szeged                |
| Szolnoki Sportcentrum Nonprofit Kft.                        | Szolnok               |
| Tata-tóvárosi Vízisport Egylet                              | Tata                  |
| Vác Városi Evezős Club                                      | Vác                   |
| Vasas Sport Club                                            | Budapest              |
| Velence-tavi és Balatoni Evezős és Vitorlás Sport Egyesület | Balatonfüred          |
| Vikingek Evezős Klub                                        | Tatabánya             |
| Vízisport és Vitorlás Egyesület Balatonföldvár              | Balatonföldvár        |
| Vízügyi Sport Club                                          | Budapest              |
| VVSI - Evezős Utánpótlásért Alapítvány                      | Kápolnásnyék          |

## Hajdani egyesületek
| Egyesület                                                         | Település      |
| ----------------------------------------------------------------- | -------------- |
| Budafoki Evezős Club                                              | Budafok        |
| Budapest Budai Torna Egylet Evezős Osztály                        | Budapest       |
| Duna Budapesti Evezős Egylet                                      | Budapest       |
| Győri Csónakázó Egylet                                            | Győr           |
| Győri Spartacus Sport Klub Evezős Osztály                         | Győr           |
| Győri Torna és Evezős Egylet                                      | Győr           |
| Győri Iparosok Csónakázó Egylete                                  | Győr           |
| Győri Hungária Evezős Egylet                                      | Győr           |
| Győri Kereskedők Evezős Egylete                                   | Budapest       |
| Hungária Evezős Egylet                                            | Budapest       |
| Hunnia Csónakázó Egyesület                                        | Budapest       |
| Juventus Hölgyevezős Club                                         | Budapest       |
| Komáromi Sport Egylet Evezős Osztály                              | Komárom        |
| Magyar Athleticai Club Evezős Osztálya                            | Budapest       |
| Magyar Általános Hitelbank Sport Egylet Evezős Osztály            | Budapest       |
| Magyar Nemzeti Bank Tisztviselőinek Sport Egylete Evezős Osztály  | Budapest       |
| Maros Aradi Evezős Egylet                                         | Arad           |
| Maros Sportegylet Evezős Osztály                                  | Marosvásárhely |
| Neptun Budapest Evezős Egylet                                     | Budapest       |
| Országos Tiszti Kaszinó Evezős Osztály                            | Budapest       |
| Pannónia Evezős Club                                              | Budapest       |
| Pénzintézeti Központ Tisztviselőinek Sport Egylete Evezős Osztály | Budapest       |
| Poseidon Evezős Club                                              | Budapest       |
| Pozsonyi Hajós Egylet                                             | Pozsony        |
| Rendőrtiszti Atlétikai Club Evezős Osztály                        | Budapest       |
| Sparta Atleticai Club Evezős Osztálya                             | Budapest       |
| Sirály Evezős Egylet                                              | Budapest       |
| Szatmárnémeti Sport Egylet Evezős Osztálya                        | Budapest       |
| Szegedi Csónakázó Egylet                                          | Szeged         |
| Szolnoki Csolnakázó Egylet                                        | Szolnok        |
| Temesvári Csónakázó Egylet                                        | Temesvár       |
| Újpesti Evezős Egylet                                             | Budapest       |
| Újvidéki Evezős Egylet                                            | Újvidék        |
| Váci Piarista Diákszövetség Evezős Osztálya                       | Vác            |
| Viktoria Evezős Egylet                                            | Budapest       |

## Forrás
- Magyar Evezős Szövetség tagszervezetek listája

- 125 éve a magyar evezésért, Magyar Evezős Szövetség, 2018

- Pluhár István (szerk.):  Magyarországi sportegyesületek története (Budapest, 1942)